# لوشيوس مالفوي
لوشيوس مالفوي لوكياس، لوسيوس، لوشياس (بالإنكليزية: Lucius Malfoy) شخصية خيالية لساحر في سلسلة هاري بوتر للمؤلفة البريطانية ج. ك. رولنغ. سليل أسرة مالفوي العريقة ذات الدم النقي، ولد عام 1954. والد دراكو مالفوي وزوج نارسيسا مالفوي، كما أنه صديق سيفروس سنيب. يقيم في قرية أسرته في ويلثشاير. موظف بارز في وزارة السحر، ورئيس مجلس إدارة مدرسة هوغوورتس. ثري، وصاحب نفوذ واسع. هو أحد أكلة الموت المقربين من لورد فولدمورت، تسبب في إعادة فتح حجرة الأسرار عن طريق وضع مفكرة توم ريدل بين أغراض جيني ويزلي، ما أدى إلى قتل وحش الحجرة وإغلاقها، وإتلاف المفكرة. قاد أكلة الموت في معركة دائرة الغرائب والأسرار وسُجن بعدها في أزكابان لتهم تتعلق بالابتزاز والانتماء إلى تنظيم أكلة الموت.
في هاري بوتر والأمير الهجين، هدد فولدمورت دراكو مالفوي، بأنه إذا لم يقتل ألباس دمبلدور فإنه سيقتل والده الذي في أزكابان، وكذلك والدته.
في هاري بوتر والمقدسات المميتة، استخدم قصر عائلة مالفوي كمقر للقيادة من قبل فولدمورت، رغم أن العائلة لم تكن متحمسة كثيراً. في نهاية الكتاب، نجحت عائلة مالفوي في البقاء خارج أزكابان مجدداً.
يحتل لوشيوس مالفوي المرتبة الرابعة عشرة في قائمة فوربس لأغنى خمسة عشرة شخصية خيالية بعد أن قُدرت ثروته بمليار وستمائة مليون دولار موروثة عن أسرته. 
يجسد دوره في الأفلام الممثل جايسون إزاك.